# Fair Travel

Logo von Fair Travel

Fair Travel war eine 2005 gegründete gemeinnützige Organisation, deren Ziel es war, nachhaltigen Tourismus in Entwicklungsländern zu fördern.
Mit Hilfe von Spenden nach der Faustformel „1 Euro pro Reisender und Reise“ wurden in Reiseländern (überwiegend Entwicklungsländern) Wiederaufforstungs-, Bildungs- und Gesundheitsprojekte konzipiert und durchgeführt. Die Organisation orientierte sich dabei an den Vorgaben der Weltentwicklungsziele der Vereinten Nationen, den sog. „Millennium Development Goals“ zur globalen Bekämpfung der Armut.
Die Organisation stimmte sich dabei mit Organisationen wie dem Bundesministerium für wirtschaftliche Zusammenarbeit und Entwicklung (BMZ), der Johann Wolfgang Goethe-Universität Frankfurt a. M. und der Deutschen Gesellschaft für Technische Zusammenarbeit ab. Diese Zusammenarbeit stellte sicher, dass die eigenen Projekte sich auch im Rahmen des Aktionsprogramms 2015 der deutschen Bundesregierung bewegen.
Die Arbeit wurde 2012 eingestellt.

## Philosophie
Die Organisation versuchte die Idee des Gastgeschenkes wiederzubeleben und Reisende und Reiseveranstalter gleichermaßen dazu zu ermuntern, den Menschen in hilfsbedürftigen Ländern eine kleine Aufmerksamkeit zukommen zu lassen. Eine Form der Reziprozität, ein Austausch von Wissen und Geschenken, die in den Traditionen vieler Kulturen verwurzelt ist.

## Ziele
Eines der wichtigsten Ziele war es, die Lebensbedingungen der ländlichen Bevölkerung zu verbessern und sie auf dem Weg zu mehr Eigenverantwortung zu begleiten. Gleichzeitig sollte die Wiederherstellung des natürlichen Ökosystems die ehrgeizigen Ziele begleiten. Weitere Ziele waren die Schaffung ausgeglichener Verhältnisse, die den Menschen durch Hilfe zur Selbsthilfe auf Dauer eine Perspektive in ihrer Heimat bieten sollen und die es ihnen ermöglichen, die Kultur und die Natur ihres Lebensraumes mit all ihren Besonderheiten zu bewahren. Des Weiteren versuchte Fair Travel Reisende für die Endlichkeit von Naturressourcen und die Notwendigkeit von nachhaltigem Tourismus zu sensibilisieren.
Unterstützende Kooperationspartner waren u. a. Studiosus Reisen, ZEIT-Reisen, Windrose, ADAC-Mitgliederreisen, Flugbörse und Reisebasar.de.

## Projekte

### Michoacan/Mexico ab 2006
Ziel des Aufforstungsprojekts Michoacán war ein Beitrag zum Erhalt und zur Rehabilitierung der natürlichen Ressourcen und der Biodiversität sowie damit eine nachhaltige Einkommensstabilisierung der ländlichen Bevölkerung in diesem westlichen Bundesland Mexikos zu leisten.
Das Projektziel bestand in der Einführung einer nachhaltigen Land- und Forstwirtschaft in ausgewählten lokalen Kommunen. Vornehmlich soll dabei den bäuerlichen Familien im Projektgebiet mit einer Betriebsfläche zwischen 1 und 20 ha geholfen werden.
Das Vorhaben förderte forst- und landwirtschaftliche Maßnahmen, die zum einen die natürlichen Ressourcen sichern und zum anderen die Einkommen der Lokalbevölkerung erhöhen. Dazu erhalten die bäuerlichen Familienbetriebe wirtschaftliche Anreize in Form von Beihilfezahlungen und Sachgütern zur Aufforstung und Waldbewirtschaftung sowie zur Diversifizierung der Landwirtschaft.
Die notwendige technische Beratung wird von einheimischen gemeinnützigen Organisationen und Privatunternehmern erbracht, die bereits im Aufforstungssektor erfahren sind und auch über geeignete Kontrollmechanismen für die kontinuierliche Beobachtung der Aufforstungsflächen verfügen.

### Niassa-Reservat/Mozambique ab 2007
Das Niassa-Reservat, eines der größten Waldökosysteme der Welt, ist durch Überbewirtschaftung natürlicher Ressourcen, destruktiver Subsistenzwirtschaft, unangepasster Landwirtschaft und unkontrollierter Besiedlung bedroht.
Ziel des Aufforstungsprojekts Niassa ist der Erhalt und die Wiederherstellung des Miombo-Waldes als Lebensgrundlage und sozialen Ort der Bevölkerung sowie Lebensraum für ein reiches und vielfältiges Wildleben.
Um durch nachhaltige Waldnutzung eine Lebensgrundlage für einen Großteil der Landbevölkerung gewährleisten zu können, wurden zunächst im Lichinga District Setzlinge auf einem 200 ha großen Stück der Ortsverwaltung gepflanzt. Ein Antrag auf weitere 100 ha in der Provinz Maputo wurde durch Fair Travel gestellt.
Eine weitere Maßnahme wird in Zukunft die Errichtung einer Grundschulen für die örtliche Gemeinschaft sein. Um eine ausreichende Wasserversorgung zu gewährleisten, sollen außerdem Brunnenbohrungen vorgenommen werden.

### Benares/Indien ab 2007
In der Region Benares gibt es eine überdurchschnittlich hohe Zahl Obdachloser, darunter eine auffallend große Zahl von Kindern. Durch die Organisation und Stella Deetjen erhielten die dort lebenden Kinder kostenlosen Zugang zur Schule, zur Berufsausbildung und eine regelmäßige psychologische Betreuung.
Ab April 2007 wurde ein geeignetes Grundstück für den Bau eines Kinderheimes erworben, welches im Herbst 2007 bezugsfertig sein sollte. Für die Unterbringung der Angestellten war der Bau von weiteren Appartements (ca. 3–4 Stück) geplant.
Ein weiteres Projekt betrieb die Organisation in der peruanischen Stadt Cuzco.